# 브릴 빌딩

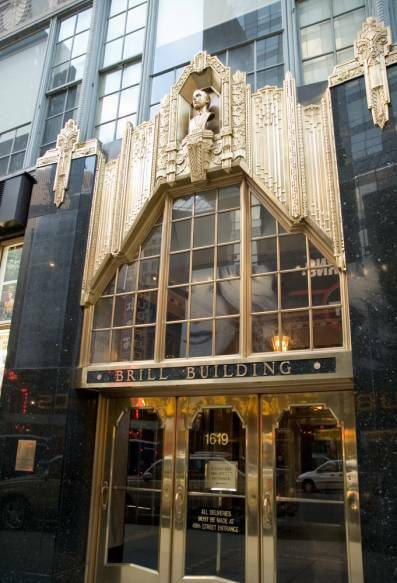
2006년 촬영된 브릴 빌딩의 입구.

브릴 빌딩(Brill Building)은 뉴욕 시 브로드웨이 49번가 1619번지에 소재한 사무건물이다. 매우 있기 있던 미국의 대중음악들이 작곡된 장소로서 유명하다. 1960년대 초의 미국 대중음악 시장에서 중핵적인 위치에 있었다.
1931년, 앨런 E. 레프코트 빌딩이라는 이름으로 세워졌으며, 설계는 빅터 바크 2세가 했다. 건물의 이름은 당시 소유인의 아들 이름인 에이브러햄 E. 레프코트에서 따온 것이며, 이름에 "브릴"이 붙은 것은 1층에서 영업하던 제봉제구점에서 이 건물 자체를 사들인 뒤의 일이다. 2013년 6월 브로드웨이 1619번지 부동산 유한책임회사에서 매입했으며, 지금에 이르기까지 개축을 진행 중이다.

## 브릴 빌딩을 거쳐간 작사작곡가
- 버트 배커랙
- 버트 번스
- 보비 대린
- 할 데이비드
- 닐 다이아몬드
- 셔먼 에드워즈
- 버디 페인
- 게리 고핀
- 하워드 그린필드
- 잭 켈러
- 캐롤 킹
- 제리 리버와 마이크 스톨러
- 배리 만
- 조니 머서
- 로즈 마리 맥코이
- 어빙 밀스
- 프레드 닐
- 로라 니로
- 독 포머스
- 빌리 로즈
- 닐 세다카
- 모트 셔먼
- 신시아 웨일